# Camila Ferezin
Camila Ferezin Resende OLY (Londrina, 18 de abril de 1977) é uma treinadora e ex-competidora de ginástica rítmica brasileira. É a atual técnica da seleção brasileira de conjunto.
Em sua carreira de ginasta, participou da inédita medalha de ouro por equipes nos Jogos Pan-Americanos de 1999, em Winnipeg, no Canadá. Competiu nos Jogos Olímpicos de Verão de 2000, em Sydney, na Austrália. 
Ao encerrar a carreira, passou a exercer a função de técnica. Sua estreia aconteceu nos Jogos Olímpicos de Verão de 2004, em Atenas, na Grécia, quando ocupou o posto de auxiliar-técnica do Brasil.
É irmã da também ex-ginasta Alessandra Ferezin.

## Biografia
Na infância, ficava junto com a irmã Alessandra assistindo aos treinos de ginástica enquanto esperavam pelos pais, que iam buscá-las no Colégio Estadual Vicente Rijo. Pouco tempo depois, passou a treinar com Elizabeth Laffranchi, em Londrina. Em 1989, já era campeã brasileira de conjunto.
Sua primeira grande aparição aconteceu em 1991, quando foi convocada pra disputar os Jogos Pan-Americanos de Havana, mesmo ainda competindo pelo juvenil. Na edição seguinte, em 1995, nos Jogos Pan-Americanos de Mar del Plata, conquistou a medalha de bronze por equipes. Competiu ainda no Campeonato Mundial de Ginástica Rítmica de 1997.
Nos Jogos Pan-Americanos de 1999, em Winnipeg, conquistou seu principal êxito: a medalha de ouro no conjunto, feito inédito na história da ginástica rítmica brasileira.
Competiu nos Jogos Olímpicos de Verão de 2000, em Sydney, conseguindo chegar à final por equipes em uma apresentação que misturou frevo e maracatu. Na decisão, a equipe ficou em oitavo lugar.
Após encerrar a carreira, concluiu a faculdade de Educação Física e foi auxiliar-técnica nos Jogos Olímpicos de Atenas, em 2004. Tornou-se técnica interina da equipe que foi medalha de ouro nos Jogos Pan-Americanos de 2011.
Comandou o conjunto brasileiro nos Jogos Olímpicos de Verão de 2016, no Rio de Janeiro, quando a equipe ficou na nona posição. Em 2023, esteve à frente do time que que conquistou seu melhor desempenho uma etapa de Copa do Mundo de Ginástica Rítmica: uma medalha de ouro, uma prata e um bronze na competição realizada em Cluj-Napoca, na Romênia.